# Drymophila ochropyga
Drymophila ochropyga là một loài chim trong họ Thamnophilidae.